# Слэкер-рок
Слэкер-рок или слакер-рок (от англ. slacker — бездельник), также слэк-рок — неточно определённый жанр инди-рока и лоу-фай-музыки, зародившийся в США в конце 1980-х — начале 1990-х годов.

## Определение
Этот термин обычно относится к стилю, который является более непринуждённым и расслабленным по сравнению с обычным и современным роком, чтобы сделать его более «аутентичным» по сравнению с другим роком.

## История
Слэкер-рок тесно связан с культурой «бездельников», которая возникла в 1980-х и 1990-х годах, вместе с поколением X, и это можно увидеть в том, как музыка сочиняется, с меньшим упором на правильное исполнение определённых нот, с использованием слегка расстроенных инструментов и наличия текстов, исполняемых в более расслабленной форме. Образ этого жанра представляет собой прохладную лень или мягкую развязность, возникшую в результате того, что артисты этого жанра хотели отделиться от «распродажных» подходов других рок-жанров.
Под влиянием лоу-фай-групп 1980-х годов, таких как Beat Happening и Tall Dwarfs, первопроходцами слэкер-рока стали Sebadoh, Pavement, Sparklehorse и Guided by Voices. Жанр достиг своего расцвета в 1990-е годы с такими популярными артистами, как Бек. С 2010-х годов он возродился с участием таких музыкантов, как Мак ДеМарко, Alex G и Кортни Барнетт.